# ジョン・ウッドラフ
ジョン・ウッドラフ (John Youie Woodruff、1915年7月5日 - 2007年10月30日)は、アメリカ合衆国ペンシルベニア州出身の陸上競技選手。1936年ベルリンオリンピック男子800mの金メダリストである。
ベルリンオリンピック決勝では、ほかの選手に囲まれ止まらざるをえなくなるという事態に陥りながらも、あわてず後方から追い抜いてゆき、逆転で金メダルを獲得した。
2007年10月30日、心房細動及び慢性腎不全のため92歳で死去した。